# Birger Eurén
Birger Eurén, född 15 november 1888 i Luleå, död den 15 oktober 1953 i Oskarshamn, var en svensk målare och skulptör. 
Eurén studerade skulptur för Christian Eriksson 1917 samt för Édouard Navellier i Paris 1921. Hans bildkonst består av landskap och djurbilder i olja och skulpturerna består huvudsakligen av djurstudier.
Han var son till landskamreraren Anton Johan Eurén och Henrika Bergström och gift första gången 1923–1945 med Elsa Ekman och andra gången från 1945 med Greta Cassel.